# 코들

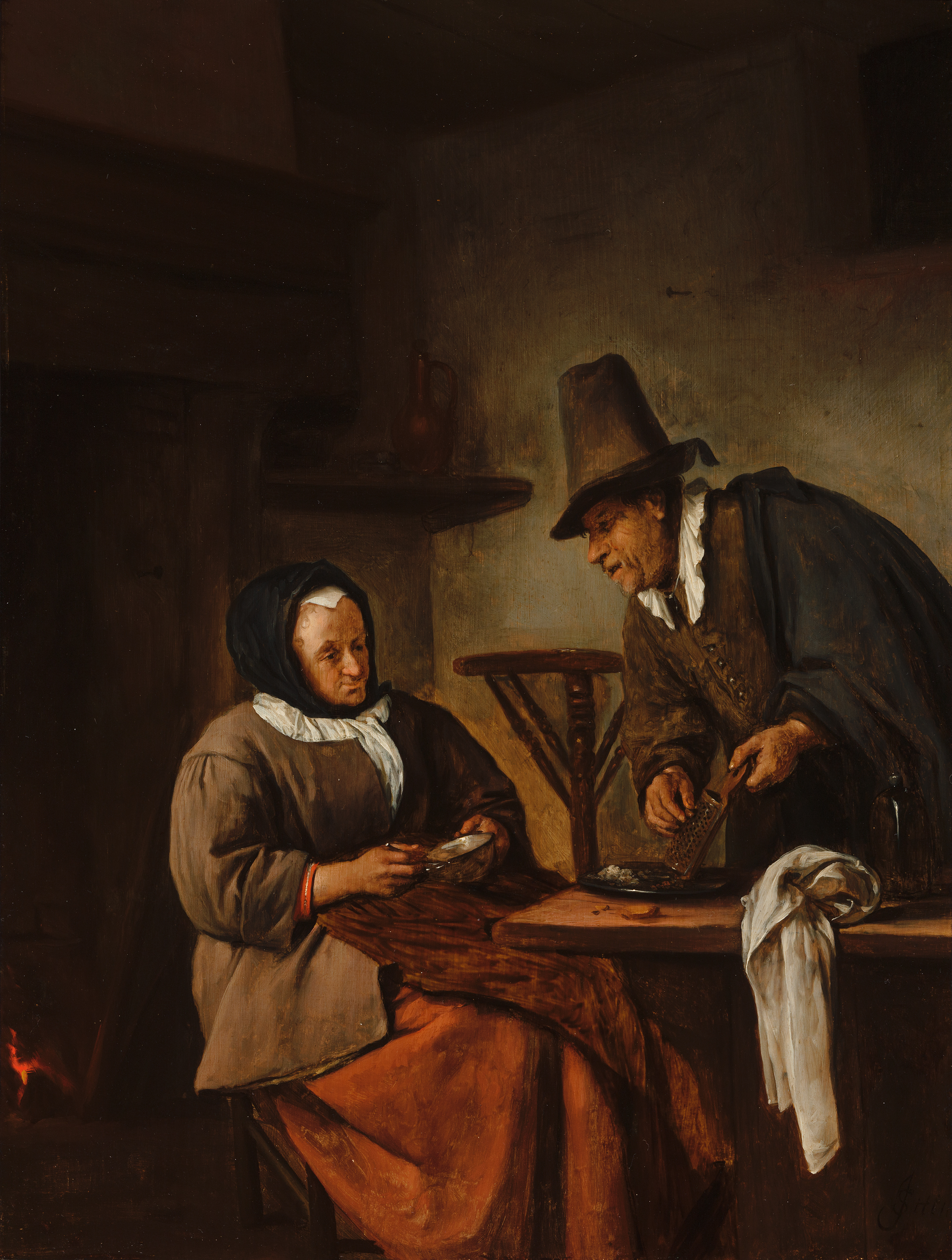

코들(영어: caudle)은 영국의 걸쭉하고 뜨겁게 서빙되는 음료이며 알코올 성분이 들어있다. 에그노그와 유사한 점이 많다. 약효가 있다고 믿어졌기 때문에 코들은 중세 시대에 특히 유명했다.

## 시작
옥스포드 영어사전에서는 이 음식의 시작을 1297년경으로 보고 있다. 현재까지 존재하는 코들 레시피 중 가장 이른 시기에 만들어진 것은 14세기 초반에 처음 만들어졌는데 이 책에서는 단순히 코들을 만들 때 쓰이는 재료를 나열해놓고 있다. 이 책에 따르면 코들을 만들 때는 와인, 밀의 녹말, 건포도, 그리고 "와인의 힘을 약화시키기 위한" 설탕만이 필요하다.

## 레시피
14세기 후반에 작성된 또 다른 레시피 책에서는 요리하는 과정에 대한 정보를 포함하고 있으며 더 많은 재료를 설명하고 있다. 이 레시피 북에 따르면 코들을 만들기 위해 먼저 빵 속의 부드러운 부분과 와인, 설탕, 꿀, 사프란을 섞어야 한다. 두번째 과정은 노른자를 섞는 과정이며 소금, 설탕, 생강을 뿌리는 것으로 코들 만들기는 끝난다. 15세기의 잉글랜드 요리책에서는 세 가지 과정의 코들 레시피를 포함하고 있다. 이 요리책대로 코들을 만들기 위해서는 먼저 에일과 와인에 열을 가한 뒤 노른자나 갈린 아몬드를 섞어서 걸쭉하게 만든다. 이 과정에서 설탕, 꿀, 사프란, 생강이 추가적으로 들어갈 수 있다고 이 레시피에서는 설명하고 있다.

## 같이 보기
- 에일
- 에그노그